# Andromakhé

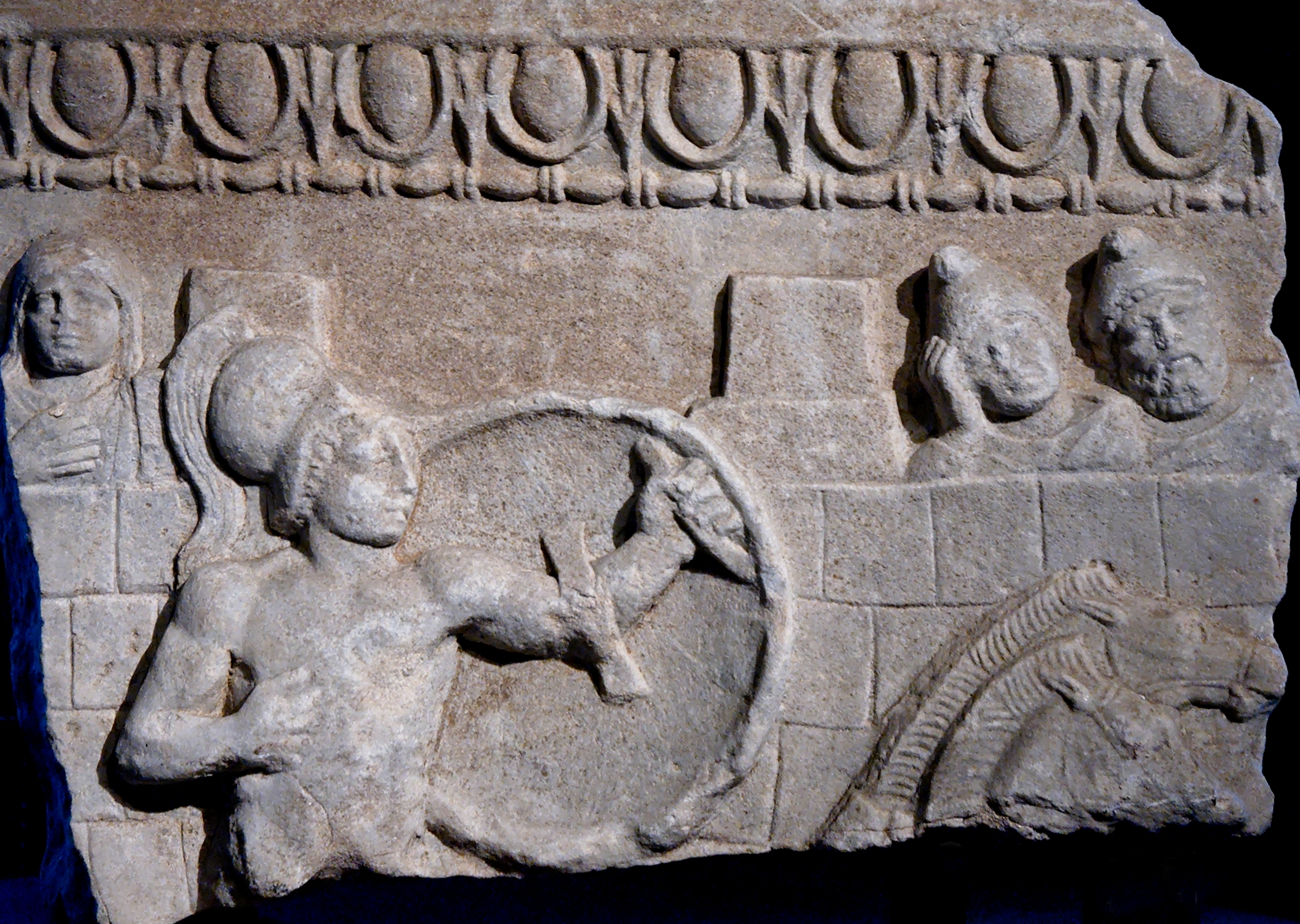
Andromakhé Trója falairól nézi Akhillész harci szekerét, amely Hektór holttestét vonszolja (Reggio Calabria)

Andromakhé, a trójai mondakörhöz kapcsolódó hősnő a görög mitológiában, a müsziai Éetión király leánya, Hektór felesége, a hitvesi szeretet jelképe. Családját a trójai háborúban vesztette el: férjét Akhilleusz ölte meg, kisfiát, Asztüanaxot, Neoptolemosz vetette le a vár faláról. A háború végén Andromakhé Neoptolemosz zsákmánya lett, akinek utóbb Phthiában három fiat szült: Molosszoszt, Pieroszt és Pergamoszt. Neoptolemosz halála után Hektór testvéréhez, a rabként szintén elhurcolt Helenoszhoz ment feleségül.
Andromakhé tragikus sorsa megjelenik Homérosz Iliasz-ában, Euripidész Trójai nők és Trakhisz című tragédiáiban, illetve Vergilius Aeneis-ében.
A 17. században Racine írt róla drámát. 18. századi operairodalomban is gyakran ábrázolták alakját: Antonio Caldara (1724), Francesco Feo (1730), Niccolò Jommelli (1745), Perez (1752), Antonio Sacchini (1763), André Grétry (1780), Vicente Martín y Soler (1781) és  Giovanni Paisiello (1798) műveiben szerepel.